# Ербас А300
Ербас А300 (енгл. Airbus A300) је први двомоторни широкотрупни авион на свету и први авион који је произвела компанија Ербас. Први од 2 прототипа А300Б1 је полетео 28. октобра 1972. године из Тулуза, Француска. Први серијски авион А300Б2 ушао је у редован саобраћај 23. маја 1974. у компанији Ер Франс.
Верзије:
- А300Б1 - прототипови, само 2 комада су произведена
- А300Б2 - први серијска верзија, има за 2,65 m дужи труп од Б1 верзије, покрећу је PW JT9D мотори
- А300Б4 - исто што и Б2 само са повећаном максималном тежином и долетом а као опцију има кокпит са 2 пилота (без инжењера лета) и такви обично у имену имају додатак FF
- А300Б10 - касније постао Ербас А310, описан је засебно
- А300-600 - сличних спољашњих димензија као Б2 и Б4 али су задњи део трупа и вертикални стабилизатор исти као на А310 па самим тиме има и већи капацитет, а такође га покрећу CF6-80 или PW4000 мотори, ушао у саобраћај 1984.

Производња модела А300, као и модела А310 окончана је у јулу 2007. Овај тип авиона постаје све популарнији код карго компанија па се све више путнички авиони повучени из саобраћаја конвертују у теретњаке.
Спецификације:
|                     | A300Б2  | А300Б4  | А300-600 |
| ------------------- | ------- | ------- | -------- |
| Дужина              | 53,62   | 53,62   | 54,08 m  |
| Висина              | 16,53   | 16,53   | 16,62 m  |
| Распон крила        | 44,84   | 44,84   | 44,84    |
| Капацитет (2 класе) | 230     | 230     | 240      |
| Максимална тежина   | 142.000 | 165.000 | 165.900  |
| Брзина              | 847     | 847     | 897      |
| Долет               | 3430    | 6300    | 6670     |